# Nombre de Reynolds
El nombre de Reynolds (Re) és un nombre adimensional emprat en mecànica de fluids, disseny de reactors i fenòmens de transport per a caracteritzar el moviment d'un fluid. Rep el seu nom en honor d'Osborne Reynolds (1842-1912), que el va descriure el 1883.
Com tots els nombres adimensionals és un quocient o ràtio, en aquest cas la relació entre els termes d'inèrcia i els viscosos.
És un dels nombres adimensionals més importants i és emprat, normalment juntament amb altres nombres adimensionals, per proveir un criteri per determinar la similitud fluidodinàmica. Quan dos patrons de flux geomètricament similars, potser de diferents fluids i possiblement amb diferents velocitats, tenen els mateixos valors per als nombres adimensionals més rellevants, es diu que són fluidodinàmicament similars, i tindran una geometria de flux similar.
També s'empra per identificar i predir diferents règims de flux, tals com el flux laminar o el turbulent. El flux laminar ocorre a nombres de Reynolds baixos, quan les forces viscoses són dominants, i es caracteritza per un fluid de moviment suau i constant, mentre el flux turbulent, per altra banda, ocorre a nombres de Reynolds elevats i és dominat per les forces inercials, que tendeixen a produir remolins aleatoris, vòrtexs i d'altres fluctuacions del flux.
Un flux amb nombre de Reynolds al voltant de 100.000 (típic en el moviment d'una aeronau petita, excepte ens les zones properes a la capa límit), expressa que les forces viscoses són 100.000 cops menors que les forces convectives i, per tant, les primeres poden ser ignorades. Un exemple del cas contrari seria un coixinet axial lubricat amb un fluid i sotmès a una certa càrrega. En aquest cas el nombre de Reynolds és molt menor que 1 i indica que ara les forces dominants són les viscoses i, per tant, les convectives poden negligir-se.

Es defineix com:
{\displaystyle {\mathit {Re}}={\rho v_{s}D \over \mu }}
o bé 
{\displaystyle {\mathit {Re}}={v_{s}D \over \nu }\;.}
on
{\displaystyle \rho }: densitat del fluid
{\displaystyle v_{s}}: velocitat característica del fluid
{\displaystyle D}: Diàmetre de la canonada a través de la qual circula el fluid
{\displaystyle \mu }: viscositat del fluid
{\displaystyle \nu }: viscositat cinemàtica del fluid
{\displaystyle {\mathit {\nu }}={\mu  \over \rho }\;.}